# Reflexió (matemàtiques)

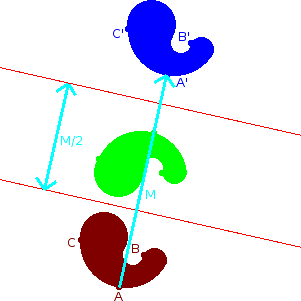
D'una reflexió respecte d'un eix seguida d'un altra reflexió respecte d'un altre eix paral·lel al primer en resulta una translació.

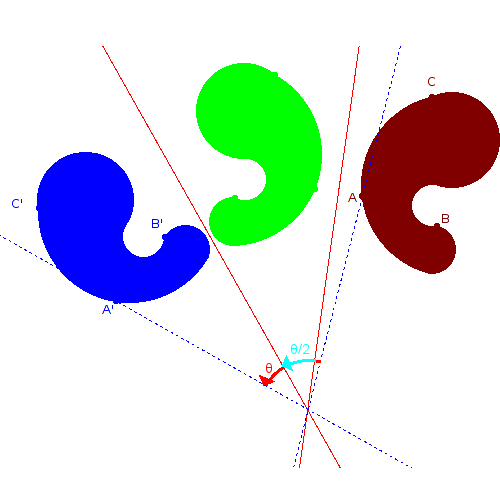
A D'una reflexió respecte d'un eix seguida d'un altra reflexió respecte d'un altre eix no paral·lel al primer en resulta una rotació entorn del punt d'intersecció dels dos eixos.

En matemàtiques, una reflexió és una funció que transforma un objecte en la seva imatge especular. Per exemple, una reflexió de la lletra catalana b respecte d'una línia vertical, apareix com una d. Per a reflectir una figura plana cal que el "mirall" sigui una línia ("l'eix de reflexió"), mentre que per a reflexions en l'espai de tres dimensions s'ha d'emprar un pla com a mirall.
Geomètricament, per a trobar la reflexió d'un punt es traça una perpendicular del punt a la línia (pla) respecte de la (el) qual es fa la reflexió, i se segueix una distància igual cap a l'altra banda. Per a trobar la reflexió d'una figura, es troba la reflexió de cada un dels punts de la figura.
La repetició d'una reflexió, retorna a la figura inicial. Les reflexions preserven les distàncies entre els punts. Les reflexions no alteren els punts que es troben damunt del mirall i la dimensió del mirall és una unitat inferior de la dimensió de l'espai en què té lloc la reflexió. Aquestes observacions permeten de formalitzar la definició de reflexió: Una reflexió és una isometria involutiva d'un espai euclidià que té per conjunt de punts fixos un espai afí de codimensió 1.
D'una figura que no varia en aplicar-li una determinada reflexió es diu que té simetria especular.

## Fórmules
Donat un vector a d'un espai euclidià Rn, la fórmula de la reflexió respecte de l'hiperplà que passa per l'origen, i és ortogonal a a, ve donada per
{\displaystyle \mathrm {Ref} _{a}(v)=v-2{\frac {v\cdot a}{a\cdot a}}a}
On v•a indica el producte escalar de v per a. Fixeu-vos que el segon terme de l'equació anterior és precisament duplicar la projecció de v sobre a. Fàcilment es pot comprovar que
- Refa(v) = − v, si v és paral·lel a a, i
- Refa(v) = v, si v és perpendicular a a.

Donat que aquestes reflexions són isometries de l'espai euclidià que conserven l'origen, es poden representar per matrius ortogonals. La matriu ortogonal que correspon a la reflexió de dalt és la matriu que té per coeficients
{\displaystyle R_{ij}=\delta _{ij}-2{\frac {a_{i}a_{j}}{\|a\|^{2}}}}
on δij és la delta de Kronecker.
La fórmula de la reflexió respecte de d'hiperplà afí {\displaystyle v\cdot a=c} ve donada per
{\displaystyle \mathrm {Ref} _{a,c}(v)=v-2{\frac {v\cdot a-c}{a\cdot a}}a.}